# Leucopis obscura
Leucopis obscura är en tvåvingeart som beskrevs av Alexander Henry Haliday 1833. Leucopis obscura ingår i släktet Leucopis och familjen markflugor. Inga underarter finns listade i Catalogue of Life.